# Carol Fox
Carol Jean Fox (* 11. Juli 1956 in Ypsilanti, Michigan) ist eine ehemalige US-amerikanische Eiskunstläuferin.
Fox trat im Eistanz zusammen mit Richard Dalley an. Sie konnten in ihrer Karriere keinen Meistertitel gewinnen, wurden aber fünfmal nationaler Vizemeister (1978, 1979, 1981, 1982, 1984) und zweimal Dritte (1980, 1983). Des Weiteren nahmen sie zwischen 1978 und 1984 an fünf Eiskunstlauf-Weltmeisterschaften teil. Ihr bestes Ergebnis war ein fünfter Platz 1984. Ebenfalls auf Rang fünf landeten Fox und Dalley im Eistanzwettbewerb bei den Olympischen Winterspielen 1984 in Sarajevo.
Fox hat an der Wayne State University in Detroit, Michigan studiert.

## Ergebnisse

### Eistanz
(mit Richard Dalley)
| Wettbewerb / Jahr                | 1978 | 1979 | 1980 | 1981 | 1982 | 1983 | 1984 |
| -------------------------------- | ---- | ---- | ---- | ---- | ---- | ---- | ---- |
| Olympische Winterspiele          |      |      |      |      |      |      | 5.   |
| Weltmeisterschaften              | 8.   | 11.  |      | 6.   | 5.   |      | 8.   |
| US-amerikanische Meisterschaften | 2.   | 2.   | 3.   | 2.   | 2.   | 3.   | 2.   |